# Fender Precision Bass

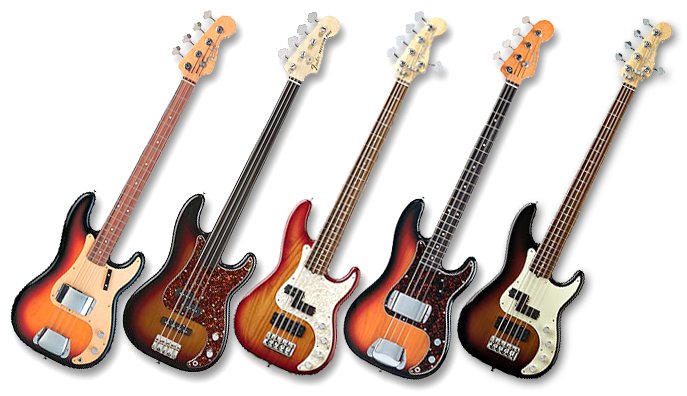
Cinco modelos do Precision Bass.

O Precision Bass ou P-Bass é o primeiro modelo de baixo elétrico  da marca Fender, criado e introduzido no mercado por Leo Fender, em 1951.